# السفينة الهجومية البرمائية من تايب 076
السفينة الهجومية البرمائية تايب 076 هي الجيل الثاني من السفينة الهجومية البرمائية الصينية قيد الإنشاء من قبل البحرية التابعة لجيش التحرير الشعبي الصيني بالمقارنة مع تايب 075، سيضيف الطراز 076 المِجْنَقَة الكهرومغناطيسية ونظام كابل لمنع الهبوط ، ويستخدم بشكل أساسي في السفن. تشغيل طائرات قتالية مماثلة بدون طيار .

## تطوير
في منتصف عام 2020، ظهر مناقصة النظام الفرعي المقابل للسفينة من فئة 07X على شبكة معلومات شراء الأسلحة والمعدات لجميع الجيش ، وهو موقع عطاءات الأسلحة التابع لجيش التحرير الشعبي الصيني . ذكر محتوى المناقصة أنه مخصص لتوربين غاز بقدرة 21 ميجاوات ومحرك ديزل بقدرة 6 ميجاوات، ونظام دفع كهربائي متكامل بجهد متوسط يعمل بالتيار المستمر، وكابينة لرسو السفن . تشتمل مرافق الطيران على "سطح الطائرات بدون طيار"، ومصعد الذخيرة، ومصعد داخلي سعة 30 طنًا، المِجْنَقَة الكهرومغناطيسية وجهاز حجب . نظرًا لأن السفينة الهجومية البرمائية من تايب 075 قد تم الانتهاء منها بالكامل في ذلك الوقت، فقد تم اعتبار هذه السفينة المسماة 07X بمثابة السفينة الهجومية البرمائية من تايب 076 .
وفقًا للتقارير الواردة في ديسمبر 2023، بينما كانت شركة Hudong-Zhonghua لبناء السفن تقوم ببناء السفينة الهجومية البرمائية الرابعة من تايب 075، كانت تقوم أيضًا ببناء السفينة الهجومية البرمائية من تايب 076.
في 12 مايو 2024، عندما عرضت قناة CCTV مقطع فيديو لحاملة الطائرات "تايب 003 فوجيان" أثناء عودتها من التجارب البحرية، وصلت إلى مشهد السفينة الهجومية البرمائية تايب 076 التي يتم تجميعها في الحوض الجاف.

## تصميم
فوربس ه. يعتقد I. Sutton أن الطراز 076 سيحتوي على سطح طيران كامل الحجم لتشغيل طائرات الهليكوبتر والطائرات بدون طيار . سيتمكن الهجوم 11 والآخرون من الإقلاع والهبوط عليه . كما تم تضمين خليج لرسو السفن جديد مقاوم للمستقبل .